# Equitazione ai Giochi della XIX Olimpiade - Dressage individuale
La competizione del dressage individuale di equitazione dei Giochi della XIX Olimpiade si è svolta i giorni 24 e 25 ottobre 1968 al Campo Marte di Città del Messico.
Alla competizione parteciparono anche undici donne (identificate con il simbolo ).

## Risultati

### Qualificazione
I migliori sette in finale.
| Pos. | Binomio                  | Binomio            | Nazione          | Punti |
| Pos. | Cavaliere                | Cavallo            | Nazione          | Punti |
| ---- | ------------------------ | ------------------ | ---------------- | ----- |
| 1    | Josef Neckermann         | Mariano            | Germania Ovest   | 948   |
| 2    | Ivan Kizimov             | Ikhor              | Unione Sovietica | 908   |
| 3    | Reiner Klimke            | Dux                | Germania Ovest   | 896   |
| 4    | Ivan Kalita              | Absent             | Unione Sovietica | 879   |
| 5    | Horst Köhler             | Neuschnee          | Germania Est     | 875   |
| 6    | Elena Petuškova          | Pepel              | Unione Sovietica | 870   |
| 7    | Gustav Fischer           | Wald               | Svizzera         | 866   |
| 8    | Liselott Linsenhoff      | Piaff              | Germania Ovest   | 855   |
| 9    | Henri Chammartin         | Wolfdietrich       | Svizzera         | 845   |
| 10   | Marianne Gossweiler      | Stephan            | Svizzera         | 836   |
| 11   | Margaret Lawrence        | San Fernando       | Gran Bretagna    | 793   |
| 12   | Gerhard Brockmüller      | Tristan            | Germania Est     | 789   |
| 13   | Lorna Johnstone          | El Guapo           | Gran Bretagna    | 777   |
| 14   | Johanna Hall             | Conversano Caprice | Gran Bretagna    | 762   |
| 15   | Inez Fischer-Credo       | Marius             | Canada           | 732   |
| 16   | Guillermo Squella        | Colchaguino        | Cile             | 693   |
| 16   | Wolfgang Müller          | Marios             | Germania Est     | 693   |
| 18   | Federico Serrano         | Marko              | Messico          | 689   |
| 19   | Christilot Hanson-Boylen | Bonheur            | Canada           | 677   |
| 20   | Antonio Piraíno          | Ciclón             | Cile             | 672   |
| 21   | Kyra Downton             | Cadet              | Stati Uniti      | 657   |
| 22   | Patricio Escudero        | Prete              | Cile             | 650   |
| 23   | Edith Master             | Helios             | Stati Uniti      | 646   |
| 24   | Donnan Plumb             | Attache            | Stati Uniti      | 616   |
| 25   | Zoltan Sztehlo           | Virtuose           | Canada           | 603   |
| 26   | Julio Herrera            | Otard              | Messico          | 537   |

### Finale
| Pos.    | Binomio          | Binomio   | Nazione          | Punti qualif. | Punti finale | Punti totale |
| Pos.    | Cavaliere        | Cavallo   | Nazione          | Punti qualif. | Punti finale | Punti totale |
| ------- | ---------------- | --------- | ---------------- | ------------- | ------------ | ------------ |
| Oro     | Ivan Kizimov     | Ikhor     | Unione Sovietica | 908           | 664          | 1572         |
| Argento | Josef Neckermann | Mariano   | Germania Ovest   | 948           | 598          | 1546         |
| Bronzo  | Reiner Klimke    | Dux       | Germania Ovest   | 896           | 641          | 1537         |
| 4       | Ivan Kalita      | Absent    | Unione Sovietica | 879           | 640          | 1519         |
| 5       | Horst Köhler     | Neuschnee | Germania Est     | 875           | 600          | 1475         |
| 6       | Elena Petuškova  | Pepel     | Unione Sovietica | 870           | 601          | 1471         |
| 7       | Gustav Fischer   | Wald      | Svizzera         | 866           | 599          | 1465         |